# Confrontos de Amsterdão em Novembro de 2024
A 7 de novembro de 2024, após um jogo de futebol em Amesterdão entre o clube israelita Maccabi Tel Aviv e o clube holandês AFC Ajax , tensões relacionadas com a guerra Israel-Hamas provocaram confrontos. Foram alvos de violência os adeptos israelitas do Maccabi Tel Aviv, e também um taxista árabe e manifestantes pró-Palestina.